# Heidi (film, 2001)
Pour les articles homonymes, voir Heidi.
Pour plus de détails, voir Fiche technique et Distribution.
Heidi est un film suisse réalisé par Markus Imboden, sorti en 2001.

## Fiche technique
Source principale de la fiche technique :
- Titre : Heidi
- Réalisation : Markus Imboden
- Scénario : adapté du roman éponyme de Johanna Spyri
- Direction artistique :
- Musique : Niki Reiser
- Décors : Martina Brünner
- Costumes :
- Photographie : Peter Indergand (de)
- Son :
- Montage : Bernhard Lehner (de)
- Production :
- Société de production : Vega Film
- Distribution :  Suisse : Vega Distribution
- Budget :
- Pays :  Suisse
- Format : Couleur
- Genre : Comédie dramatique
- Langue : français, allemand
- Durée : 135 minutes (2 h 15)
- Dates de sortie :
  -  Allemagne : 14 février 2001 (à la Berlinale)
  -  Suisse romande : 28 mars 2001
  -  Suisse : 29 mars 2001

## Distribution
Source principale de la distribution :
- Cornelia Gröschel (de) : Heidi

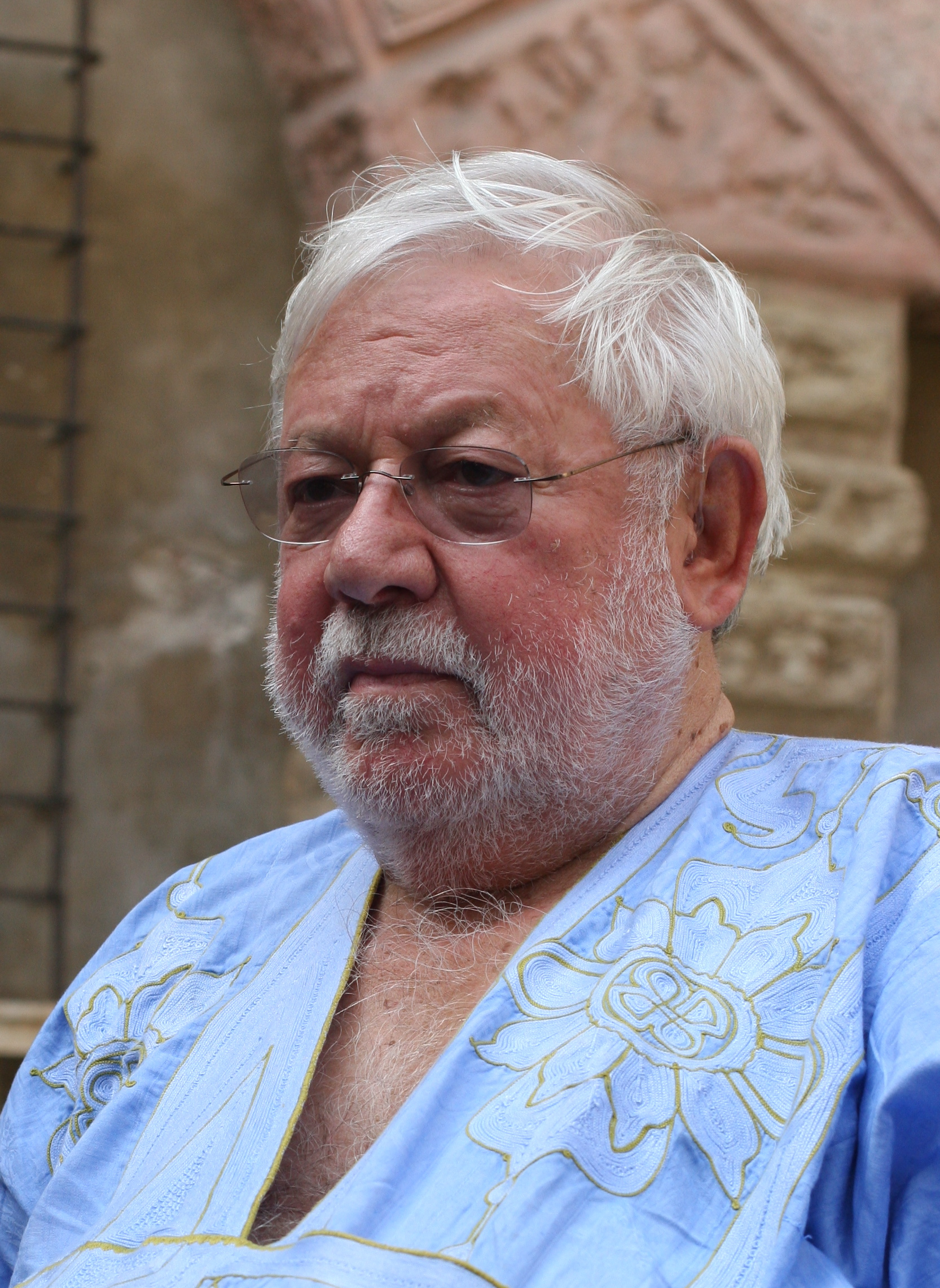
Paolo Villaggio dans le rôle du grand-père

- Paolo Villaggio : le grand-père d'Heidi
- Marianne Denicourt : Tante Dete
- Aaron Arens : Peter
- Nadine Fano (de) : Clara
- Valentine Varela : Adelheid
- Babett Arens : Mme Müller
- Sabina Schneebeli (de) : Mme Geissler
- Rene Schnoz : M. Geissler
- Herbert Leiser (de) : M. Blöbeli
- Anne-Marie Kuster : Mme Blöbeli
- Klaus Knuth (de) : Horst
- Alice Bruengger : Erika
- Andrea Eckert : Mme Dubreuil